# Kubo-Ryōgo-Gedenkpreis
Der Kubo-Ryōgo-Gedenkpreis (jap. 久保亮五記念賞, Kubo Ryōgo Kinenshō, englisch Ryogo Kubo Memorial Prize) ist ein alljährlich von der Inoue Foundation for Science (井上科学振興財団, Inoue kagaku shinkō zaidan) vergebener Preis für Physik. Er wird zu Ehren des und zur Erinnerung an den japanischen Physiker Kubo Ryōgo für herausragende Grundlagenforschung auf den Gebieten der statistischen Physik und der Festkörperphysik vergeben. Die Preisträger müssen jünger als 45 Jahre alt sein. Sie erhalten eine Urkunde, eine Gedenkmedaille und einen Geldbetrag in Höhe von einer Million Yen. Den Geldbetrag haben Ryōgo Kubo und seine Frau Chizuko zur Verfügung gestellt.

## Preisträger
- 1997  Tazaki Haruaki
- 1998  Tarucha Seigo
- 1999  Murakami Yōichi
- 2000  Maeno Yoshiteru für die Entdeckung neuer supraleitfähiger Oxide und ihre Erforschung
- 2001  Kuniba Atsuo
- 2002  Kawashima Naoki für die Entwicklung eines neuen Monte-Carlo-Algorithmus als Cluster-Algorithmus
- 2003  Oshikawa Masaki
- 2004  Hotta Takashi
- 2005  Furusawa Akira für seine experimentellen Forschungen zur Quantenverschränkung
- 2006  Tatara Gen
- 2007  Kabashima Yoshiyuki für die Erschließung einer neuen Methode zur Informationsverarbeitung auf der Basis der statistischen Mechanik
- 2008  Takahashi Yoshirō
- 2009  Mizokawa Takashi
- 2010  Hatano Naomichi
- 2011  Nagao Tarō für seine random matrix theory und ihre Anwendung in der Physik
- 2012  Kobayashi Kensuke